# (19632) 1999 RP39
1999 أر بي 39 (ويعرف أيضًا باسم (19632) 1999 أر بي 39 وفق تسمية الكوكب الصغير) (بالإنجليزية: 1999 RP39)‏ هو كويكب ضمن حزام الكويكبات؛ وترتيبه 19632 من حيث الاكتشاف.
اكتُشف هذا الجُرم الفلكي بواسطة توم ستافورد في 13 سبتمبر 1999.

## وصلات خارجية
- (19632) 1999 RP39 في قاعدة بيانات مختبر الدفع النفاث لأجرام النظام الشمسي الصغيرة

- الاكتشاف · مخطط المدار ·  العناصر المدارية · المعلمات المادية

- (19632) 1999 RP39 على موقع ويكي سكاي: DSS2, SDSS, GALEX, IRAS, Hydrogen α, X-Ray, Astrophoto, Sky Map, Articles and images